# II-58
Die II-58 (bulgarisch Републикански път ІІ-58 Republikanski pat II-58, also Republikstraße II-58) ist eine Hauptstraße (zweiter Ordnung) in Bulgarien.

## Verlauf
Die Straße fängt einen Kilometer nördlich von Tschernootschene (bulgarisch Черноочене) an einer Kreuzung mit der I-5 an.
Die Straße führt durch gebirgiges Terrain und schließt dabei auch einige Dörfer an das bulgarische Hauptstraßennetz an.
Nach diesem Teil führt die Straße Richtung Nordwesten über Nowakowo, Dolnoslaw und Tscherwen nach Assenowgrad (bulgarisch Асеновград). Sie endet an einem Kreisverkehr mit der II-86.